# Zasłonak słonawy

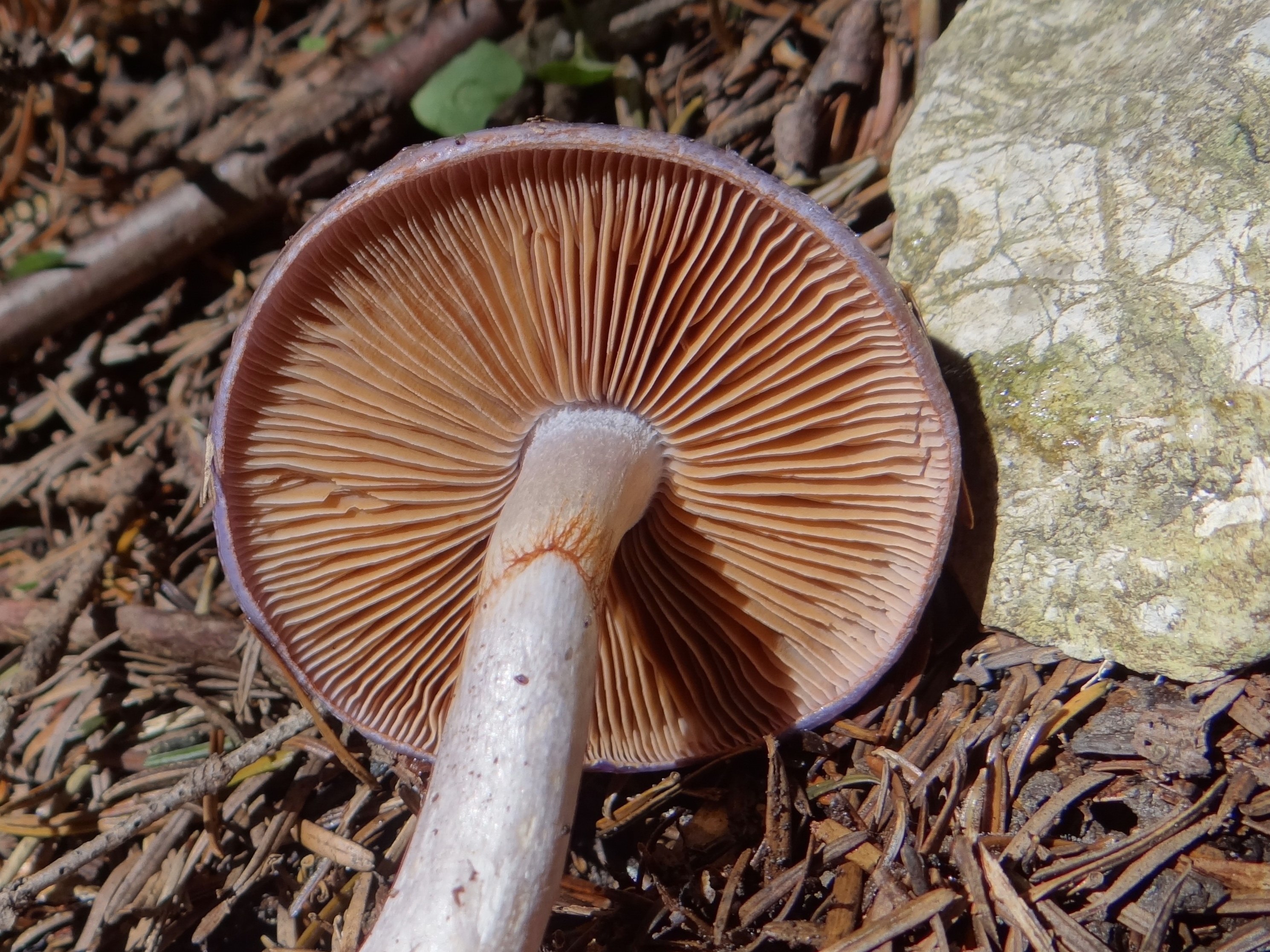

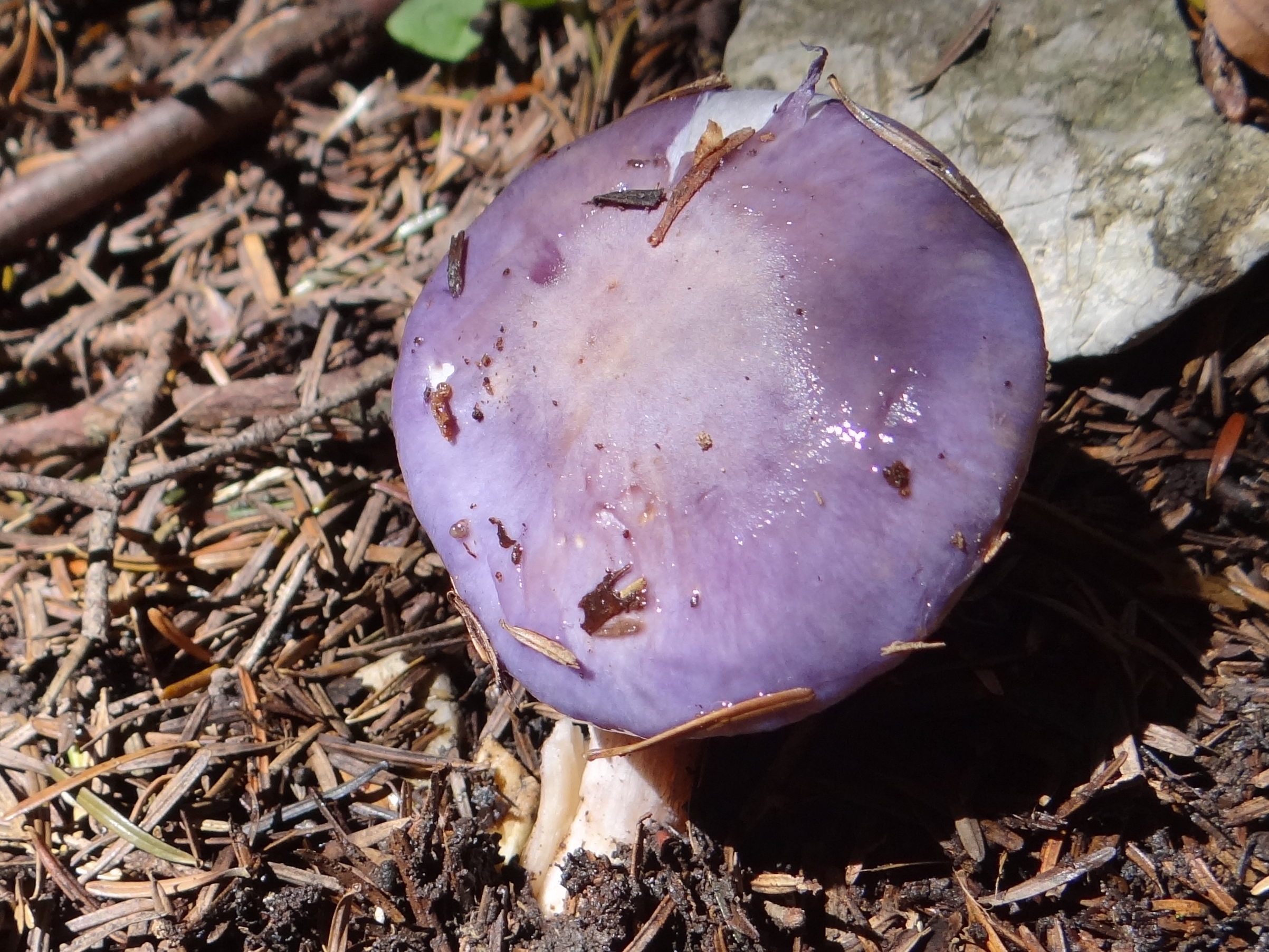

Zasłonak słonawy (Cortinarius salor Fr.) – gatunek grzybów należący do rodziny zasłonakowatych (Cortinariaceae).

## Systematyka i nazewnictwo
Pozycja w klasyfikacji według Index Fungorum: Cortinarius, Cortinariaceae, Agaricales, Agaricomycetidae, Agaricomycetes, Agaricomycotina, Basidiomycota, Fungi.
Po raz pierwszy opisał go Elias Fries w 1838 r. W niektórych ujęciach taksonomicznych zaliczany jest w obrębie bardzo licznego w gatunki rodzaju Cortinarius do sekcji Salor.
Synonimy naukowe:
- Cortinarius salor Fr. 1838, subsp. salor
- Cortinarius salor var. coniferarum Melot 1985
- Cortinarius salor Fr. 1838, var. salor

Nazwę polską nadał Andrzej Nespiak w 1975 r.

## Morfologia
Kapelusz
Zasłonak średniej wielkości. Średnica kapelusza 3–7 cm, kształt początkowo półkulisty, później dzwonkowaty, w końcu łukowaty i rozpostarty z tępym garbem. Brzeg ostry, długo pozostaje podwinięty. Powierzchnia podczas wilgotnej pogody błyszcząca i lepka, podczas suchej matowa z delikatnymi, wrośniętymi włókienkami. U młodych owocników kapelusz ma barwę niebieskofioletową, w miarę ich dojrzewania stopniowo, poczynając od środka, zaczyna blednąć i zmienia barwę poprzez różowofioletową i żółtoochrową do siwoochrowej. Początkowo u młodych okazów brzeg kapelusza połączony jest z trzonem białawą zasnówką.
Blaszki
Średnio gęste, wąsko przyrośnięte. U młodych owocników maja barwę różowofioletową, później ochrową, u starszych – rdzawobrązową.
Trzon
Wysokość 4–9 cm, grubość 3–7 cm. Jest pełny i sprężysty, ma walcowaty kształt i zgrubiałą podstawę, ale czasami dolna jego część jest cieńsza. Powierzchnia u młodych owocników jest gładka, lub nieco podłużnie włóknista, biaława i pokryta różowofioletową, śliska osłoną. U starszych owocników powierzchnia jest biaława lub jasnoochrowa z pierścieniowatą, włóknistą strefą.
Miąższ
O barwie od białej do bladoochrowej, tylko na szczycie kapelusza jest niebieskawy. Smak cierpki, zapach niewyczuwalny.
Gatunki podobne
- zasłonak słodkomodry (Cortinarius croceocaeruleus). Ma podobne ubarwienie, które również z wiekiem płowieje, ale w smaku jest gorzki (zasłonak słony tylko cierpki)[6],
- zasłonak przyprószony (Cortinarius epipoleus). Rośnie tylko w iglastych lasach[5].

## Występowanie i siedlisko
Opisano jego występowanie w północno-wschodniej części Ameryki Północnej, w większości krajów Europy (wraz z Islandią), w Korei, Japonii i na Nowej Zelandii. W Polsce jest gatunkiem mało znanym, do 2003 r. w fachowej literaturze mykologicznej podano tylko dwa jego stanowiska – w N. Elblągu (1912 r.) i w Zakopanem (Stanisław Domański, 1997 r.). Jego rozprzestrzenienie w Polsce nie jest dokładniej znane. Na Słowacji jednak nie należy do grzybów rzadkich.
Rośnie na ziemi, w różnego typu lasach, pod jodłami, świerkami, bukami, i tylko na glebach wapiennych. Owocniki tworzy od lipca do października.

## Znaczenie
Grzyb mykoryzowy. Według niektórych atlasów grzybów jest grzybem jadalnym. Biorąc jednak pod uwagę, że większość zasłonaków jest trująca, a rozróżnienie gatunków jest trudne, lepiej nie zbierać żadnego zasłonaka w celach spożywczych.